# VMEbus

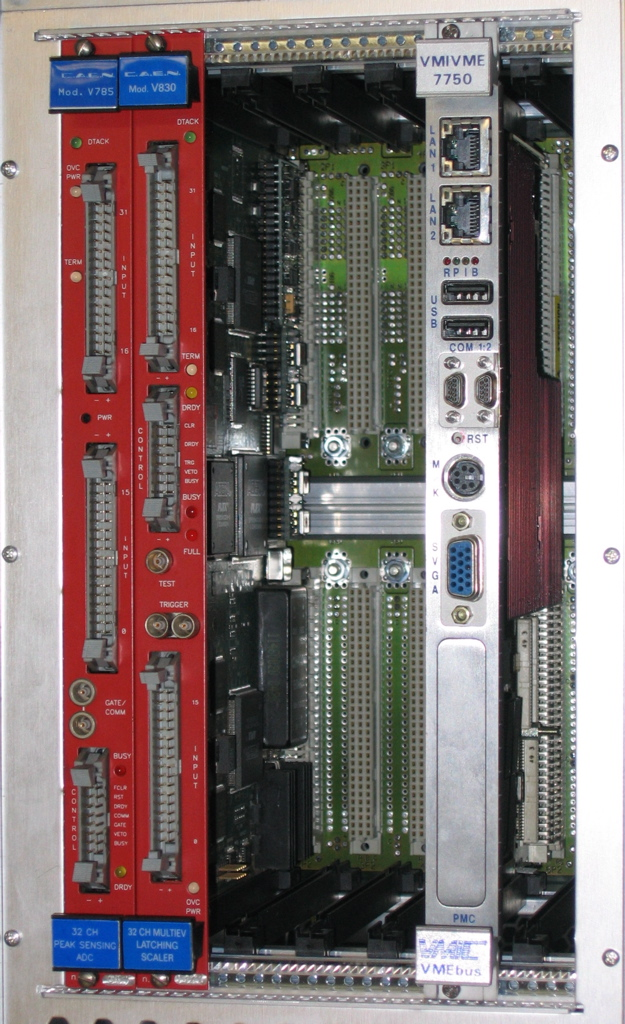
VME64 s ADC modulem.

VMEbus je standard počítačové sběrnice, originálně vytvořené pro řadu procesorů Motorola 68000, avšak později byla široce využívána díky mnoha aplikacím a standardizovaná komisí IEC jako IEC 821 VMEbus. Fyzicky je založená na rozměrech, součástkách a konektorech Eurocardu, ale používá vlastní signalizační systém, který Eurocard nedefinuje. Poprvé vyrobena v roce 1981, ale je široce využívána i dnes.

## Historie
V roce 1979, během vývoje procesoru Motorola 68000, se jeden z inženýrů, Jack Kister, rozhodl vytvořit standardizovanou sběrnici pro systémy založené na sérii 68000. Tým Motoroly po několika dnech přišel se jménem VERSAbus. Karty VERSAbus byly veliké, 36.83 cm na 23.495 cm, a používaly Edge konektory. Jenom několik produktů si ji osvojilo, včetně systému IBM 9000, Automatix robotů a Machine vision systémů.
Ke Kisterovi se později připojil John black, který vylepšil specifikace a vytvořil koncept VERSAmodulu. Mladá inženýrka, pracující pro Blacka, Julie Keahey navrhla první VERSAmodule kartu. Sven Rau a Max Loesel z Motorola-Europe přidali mechanické specifikace založené na standardu Eurocard. Výsledek byl znám jako VERSAbus-E, ale později byl přejmenován na VMEbus jako zkratku VERSAmodule Eurocard, ačkoli někteří jej označují jako Versa Module Europa.
V této fázi se začaly do ekosystému 68000 angažovat i ostatní společnosti, které přijaly jeho standard, včetně firem Signetics, Philips, Thomson a Mostek. Systém byl brzy oficiálně standardizován komisí IEC jako IEC 821 VMEbus, institutem ANSI a IEEE jako ANSI/IEEE 1014-1987.
Originální standard byl 16bitová sběrnice, vytvořený, aby padl do Eurocard DIN konektorů. Proběhlo však několik aktualizací, které systému dovolily větší šířku sběrnice. Současná VME64 zahrnuje plnou 64bitovou sběrnici v 6U kartách a 32bitovou v 3U kartách. Protokol VME64 má typickou propustnost 40MB/s. Ostatní asociované standardy mají v VME64x přidaný hot-swapping (plug-and-play), menší IP karty, které pasují do jedné VMEbus karty a různé standardy pro spojení VME systémů dohromady.
V pozdních devadesátých letech vypadaly synchronní protokoly příznivě. Výzkumný projekt byl nazván VME320. Organizace VITA volala po novém standardu pro nemodifikované základní desky VME32/64. Nový 2eSST protokol byl schválen u ANSI/VITA 1.5 v roce 1999.
Během let bylo do rozhraní VME přidáno mnoho rozšíření, poskytujících sideband komunikační kanály. Některé příklady jsou IP Module, RACEway Interlink, SCSA, Gigabit Ethernet na základních deskách VME64x, PCI Express, RapidIO, StarFabric a InfiniBand.
VMEbus byl také použit k vývoji spřízněných standardů VXIbus a VPX.

## Popis
VMEbus je v mnohém podobná pinům na 68000 pro přípoj k základní desce. V mnoha případech by to bylo považováno za špatný návrh – je teoreticky limitována na čipsetové sběrnice podobné 68000.
Avšak jeden z klíčových rysů 68000 byl plochý 32bitový paměťový model bez paměťové segmentace a jiných podobných vychytávek. Výsledek je, že zatímco je VME velice podobná 68000, tak 68000 je natolik generická řada, že ve většině případů to není problém.
Like the 68000, VME uses separate 32-bit data and address buses.
Stejně jako 68000 používá VME oddělené 32bitové sběrnice pro data a adresy. 68000 adresová sběrnice byla sice 24bitová a datová pouze 16bitová (ačkoli interně se jednalo o 32/32), ale vývojáři už plánovali plnou 32bitovou implementaci.
Aby mohla používat obě šířky, má VME dva různé Eurocard konektory – P1 a P2. P1 obsahuje 3 řádky po 32 pinech, pokrývajíc tak prvních 24 adresních a 16 datových bitů plus všechny kontrolní signály. P2 obsahuje o jeden řádek víc, který zahrnuje zbývajících 8 adresních a 16 datových bitů.
Sběrnice je řízena sadou devíti linek, známých jako arbitrační sběrnice. Veškerá komunikace je řízena takzovaným arbitračním modulem. Jsou podporovány dva módy – každý s každým a upřednostněný.
Na VME sběrnici jsou všechny přenosy DMA a každý karta je buď master, nebo slave. Ve většině standardů je přidána podpora různých přenosových typů a výběru master/slave, což činí VME značně koncepčně jednodušší a silnější než je například ISA sběrnice, ačkoliv na rozdíl od ní vyžaduje komplexnější ovladače na každou kartu.

## Vývojové nástroje
Při vývoji či opravě závad na sběrnici VME může být důležité prozkoumání hardwarových signálů. Logické a sběrnicové analyzéry jsou nástroje, které sbírají, analyzují, dekódují a ukládají signály, takže je lidé mohou vidět tvar křivky signálu.